# Goriča vas
Goriča vas – wieś w Słowenii, w gminie Ribnica. W 2018 roku liczyła 382 mieszkańców.